# Megaselia verna
Megaselia verna är en tvåvingeart som beskrevs av Schmitz 1932. Megaselia verna ingår i släktet Megaselia och familjen puckelflugor. Arten är reproducerande i Sverige. Inga underarter finns listade i Catalogue of Life.